# Nvidia GeForce Go
GeForce Go ist ein Markenname der Firma Nvidia und bezeichnet Grafikprozessoren für Notebooks. Die GeForce Go GPUs stammen von den Desktop-GPUs der GeForce-Serie ab, besitzen aber einige besondere Features zum Stromsparen. Diese GPUs sind außerdem meistens langsamer getaktet und/oder besitzen weniger Pipelines als ihre Schwester-Modelle mit derselben Modellnummer aus den Desktop-Bereich. Einige Einstiegsmodelle (z. B. GeForce Go 6100/6150) sind im Chipsatz der Hauptplatine integriert (Integrated Graphics Processor).
Mit den GeForce Go konkurriert Nvidia mit der Mobility Radeon Serie des Konkurrenten ATI. Die Treiberunterstützung für die GeForce Go Produktlinie wurde mit Wirkung zum April 2018 eingestellt (siehe End-Of-Life).

## Technisches
Als Grafiklösung für Notebooks wird von Nvidia die GeForce Go-Linie lanciert, die sich gegenüber den Desktop-Varianten durch geringere Wärmeentwicklung und Stromsparfunktionen auszeichnet. Außerdem entwickelte Nvidia dafür die MXM-Schnittstelle für den Grafikkarten-Steckplatz, mit dem sich Notebook-Grafikkarten unterschiedlicher Hersteller einfach austauschen lassen. Dieser Steckplatz setzt sich mehr und mehr als Standard durch, der schon von vielen „kleinen“ Grafikkarten-Herstellern und inzwischen auch vom größten Nvidia-Konkurrenten ATI verwendet wird.

## Modelle
Auf der GeForce 2 Serie, GeForce 3 Serie und GeForce 4 Serie basierende mobile Grafikprozessoren:
| Modell           | Monat/Jahr | Grafikprozessor (GPU) | Grafikprozessor (GPU) | Grafikprozessor (GPU) | Grafikprozessor (GPU) | Speicher   | Speicher        | Speicher         | Sonstiges |
| Modell           | Monat/Jahr | Typ (Process)         | Pipelines (Pix/Ver)   | Takt (MHz)            | Füllrate (MT/s)       | Takt (MHz) | max. Größe (MB) | Typ              | Sonstiges |
| ---------------- | ---------- | --------------------- | --------------------- | --------------------- | --------------------- | ---------- | --------------- | ---------------- | --------- |
| GeForce2 Go 100  | Mar/2001   | NV11 (180 nm)         | 2/0                   | 155                   | 576                   | 143        | 16              | 32 Bit DDR       |           |
| GeForce2 Go 200  | Mar/2001   | NV11 (180 nm)         | 2/0                   | 166                   | 576                   | 143        | 32              | 64 Bit DDR       |           |
| GeForce 2 Go     | Mar/2003   | NV11M (180 nm)        | 2/0                   | 143                   | 500                   | 166        | 64              | 64 / 128 Bit DDR |           |
| GeForce 3 Go     |            | NV17M                 |                       | 250                   | 1000                  |            | 64              | 128 Bit DDR      |           |
| GeForce4 420 Go  |            | NV17M (150 nm)        |                       | 190                   | 760                   | 200        |                 |                  |           |
| GeForce4 440 Go  |            | NV17M (150 nm)        | 4/0                   | 220                   | 880                   | 220        | 64              | 128 Bit DDR      |           |
| GeForce4 460 Go  |            | NV17M (150 nm)        | 4/0                   | 250                   | 1000                  | 250        | 64              | 128 Bit DDR      |           |
| GeForce4 4200 Go |            | NV28M (150 nm)        | 4/2                   | 200                   | 1600                  | 200        | 64              | 128 Bit DDR      |           |

Auf der GeForceFX Serie basierende mobile Grafikprozessoren unterstützen wie ihre Schwester-Modelle aus dem Desktop-Bereich DirectX 9.0, Shadermodel 2.0+ und OpenGL 1.5:
| Modell              | Monat/Jahr | Grafikprozessor (GPU) | Grafikprozessor (GPU) | Grafikprozessor (GPU) | Grafikprozessor (GPU) | Speicher   | Speicher        | Speicher    | Sonstiges |
| Modell              | Monat/Jahr | Typ (Process)         | Pipelines (Pix/Ver)   | Takt (MHz)            | Füllrate (MT/s)       | Takt (MHz) | max. Größe (MB) | Typ         | Sonstiges |
| ------------------- | ---------- | --------------------- | --------------------- | --------------------- | --------------------- | ---------- | --------------- | ----------- | --------- |
| GeForce FX Go 5100  |            |                       |                       | 300                   |                       | 300        |                 | 64 Bit DDR  |           |
| GeForce FX Go 5200  | Mar/2003   | NV34M (150 nm)        | 4/1                   | 300                   |                       | 300        | 128             | 128 Bit DDR |           |
| GeForce FX Go 5300A |            |                       | 4/1                   | 275                   |                       | 250        | 64              | 128 Bit DDR |           |
| GeForce FX Go 5600  | Mar/2003   | NV31M (150 nm)        | 4/1                   | 350                   |                       | 300        | 128             | 128 Bit DDR |           |
| GeForce FX Go 5650  | Mar/2003   | NV31M (130 nm)        | 4/3                   | 350                   |                       | 300        | 128             | 128 Bit DDR |           |
| GeForce FX Go 5700  | Jan/2004   | NV36M (130 nm)        | 4/4                   | 450                   |                       | 275        | 128             | 128 Bit DDR |           |
| GeForce FX Go 5900  |            |                       |                       |                       |                       |            |                 | 128 Bit DDR |           |

A = Medion OEM-Version

Auf der GeForce 6 Serie basierende mobile Grafikprozessoren unterstützen wie ihre Schwester-Modelle aus dem Desktop-Bereich DirectX 9c, Shadermodel 3.0 und OpenGL 2.0:
| Modell                | Monat/Jahr | Grafikprozessor (GPU) | Grafikprozessor (GPU) | Grafikprozessor (GPU) | Grafikprozessor (GPU) | Speicher   | Speicher        | Speicher            | Sonstiges                     |
| Modell                | Monat/Jahr | Typ (Process)         | Pipelines (Pix/Ver)   | Takt (MHz)            | Füllrate (MT/s)       | Takt (MHz) | max. Größe (MB) | Typ                 | Sonstiges                     |
| --------------------- | ---------- | --------------------- | --------------------- | --------------------- | --------------------- | ---------- | --------------- | ------------------- | ----------------------------- |
| GeForce Go 6100       | Feb/2006   | C51MV                 | 2/1                   | 425                   |                       | -          | TC (only)       | IGP                 |                               |
| GeForce Go 6150       | Feb/2006   | C51MV                 | 2/1                   | 425                   |                       | -          | TC (only)       | IGP                 |                               |
| GeForce Go 6200       | Feb/2006   | NV44M (110 nm)        | 4/3                   | 300                   |                       | 300        | 32              | 64 Bit DDR          | TC                            |
| GeForce Go 6200 TE    |            |                       | 4/3                   |                       |                       |            | 64              | 64 Bit DDR          |                               |
| GeForce Go 6400       | 3Q/2005    | NV44M1 (110 nm)       | 4/3                   | 400                   |                       | 350        | 32              | 64 Bit DDR          | TC                            |
| GeForce Go 6600       | Sep/2005   | NV43M (110 nm)        | 8/4                   | 375                   |                       | 300        | 256             | 128 Bit DDR         |                               |
| GeForce Go 6600 TE    | 2005       | NV43M                 |                       |                       |                       |            |                 | 128 Bit DDR         |                               |
| GeForce Go 6600 Ultra |            | NV43M (110 nm)        | 8/4                   | 450                   |                       | 300        | 256             | 128 Bit DDR         |                               |
| GeForce Go 6800       | Feb/2005   | NV42M (130 nm)        | 12/5                  | 450                   | 3,9                   | 550        | 256             | 128 / 256 Bit GDDR2 | Speicherbandbreite: 22,4 GB/s |
| GeForce Go 6800 Ultra | Feb/2005   | NV41M (130 nm)        | 12/5                  | 450                   |                       | 550        | 256             | 256 Bit GDDR2       |                               |

TE = OEM-Version

Mobile Grafikprozessoren der GeForce Go 7 Serie basieren auf der GeForce 7 Serie und unterstützen somit auch DirectX 9c, Shadermodel 3.0 und OpenGL 2.0.
| Modell              | Monat/Jahr | Grafikprozessor (GPU) | Grafikprozessor (GPU) | Grafikprozessor (GPU) | Grafikprozessor (GPU)  | Speicher   | Speicher        | Speicher          | Speicher          | Sonstiges |
| Modell              | Monat/Jahr | Typ (Fertigung)       | Pipelines (Pix/Ver)   | Takt (MHz)            | Texel- füllrate (MT/s) | Takt (MHz) | max. Größe (MB) | Typ               | Bandbreite (GB/s) | Sonstiges |
| ------------------- | ---------- | --------------------- | --------------------- | --------------------- | ---------------------- | ---------- | --------------- | ----------------- | ----------------- | --------- |
| GeForce Go 7200     | Sep/2006   | G72M                  | 4/3                   | 450                   |                        | 350        | 64              | 32 Bit DDR        |                   | TC        |
| GeForce Go 7300     | Feb/2006   | G72M (90 nm)          | 4/3                   | 350                   | 1300                   | 350        | 64              | 64 Bit DDR        | 5,6               | TC        |
| GeForce Go 7400     | Feb/2006   | G72M (90 nm)          | 4/3                   | 450                   | 1800                   | 450        | 128             | 32 / 64 Bit GDDR2 | 7,2               | TC        |
| GeForce Go 7600     | Mar/2006   | G73M (90 nm)          | 8/5                   | 450                   | 3600                   | 500        | 256             | 128 Bit GDDR2     | 16                | TC        |
| GeForce Go 7600 GT  | Aug/2006   | G73M (90 nm)          | 12/5                  | 500                   | 6000                   | 600        | 256             | 128 Bit GDDR2     | 19,2              | TC        |
| GeForce Go 7700     | Aug/2006   | G73M-B1 (80 nm)       | 12/5                  | 450                   | 5400                   | 500        | 512             | 128 Bit GDDR2     | 16                | TC        |
| GeForce Go 7800     | Mar/2006   | G70M (110 nm)         | 16/8                  | 400                   | 6400                   | 550        | 256             | 256 Bit GDDR3     | 35,2              |           |
| GeForce Go 7800 GTX | Sep/2005   | G70M (110 nm)         | 24/8                  | 440                   | 9600                   | 550        | 512             | 256 Bit GDDR3     | 35,2              |           |
| GeForce Go 7900 GS  | Aug/2006   | G71M (90 nm)          | 20/7                  | 375                   | 7500                   | 500        | 256             | 256 Bit GDDR3     | 32,0              |           |
| GeForce Go 7900 GTX | Apr/2006   | G71M Ultra (90 nm)    | 24/8                  | 500                   | 12000                  | 600        | 512             | 256 Bit GDDR3     | 38,4              |           |
| GeForce Go 7950 GTX | Okt/2006   | G71M Ultra (90 nm)    | 24/8                  | 575                   | 13800                  | 700        | 512             | 256 Bit GDDR3     | 44,8              |           |

Legende:
- Modell – Die Marketing-Bezeichnung des Prozessors von Nvidia
- Jahr – Erscheinungsjahr bzw. Zeitpunkt der Verfügbarkeit des Modells
- GPU/Typ – Bezeichnet die interne Entwicklungs-Bezeichnung des Grafik-Prozessors (GPU: „Graphics Processing Unit“)
- GPU/Takt – Chiptakt: maximaler Takt der GPU, wie von Nvidia angegeben. Hinweis: Manche Grafikkarten-Hersteller verwenden niedrigere oder höhere Taktfrequenzen; hier findet sich jedoch immer der von Nvidia angegebene Maximal-Takt.
- GPU/Füllrate – bezeichnet die maximale theoretische Füllrate.
- Speicher/Takt – maximale Speichertaktung, wie von Nvidia angegeben. Hinweis: Manche Grafikkarten-Hersteller verwenden niedrigere oder höhere Taktfrequenzen; hier findet sich jedoch immer der von Nvidia angegebene Maximal-Takt.
- Speicher/Größe – Listet die Größe des Grafik-Speichers in MB.
 s So genannter „shared memory“ oder „Turbo Cache“ bezeichnet die Fähigkeit der Grafikkarte den Hauptspeicher des Computers als (eventuell zusätzlichen) Grafik-Speicher nutzen zu können.
- Speicher/Typ – Gibt Auskunft über den Speichertyp und die Bus-Anbindung der Grafik-Speichers an die GPU.
- Bandbreite – Damit ist die Bandbreite zum dedizierten Speicher gemeint. Die Bandbreite zum Arbeitsspeicher, der über Turbo Cache angesprochen werden kann, ist relativ klein und wird hier nicht angegeben.